# Contea di Provenza
La Contea di Provenza, da non confondersi con il marchesato di Provenza, fu una grande contea sovrana ed indipendente nell'ambito del Sacro Romano Impero, sorta, verso la metà del X secolo, come feudo del regno di Arles ed esistette fino all'annessione alla Francia nel 1487. La contea occupava gran parte dell'omonima regione storica francese e si estendeva dalle Alpi alla foce del Rodano e dal Mar Mediterraneo al fiume Durance. Per il primo secolo di vita della contea (sino al 1051) e dopo il 1220, la contea includeva anche la Contea di Forcalquier, che si estendeva dalla riva destra del fiume Durance sino ai feudi del marchesato di Provenza.

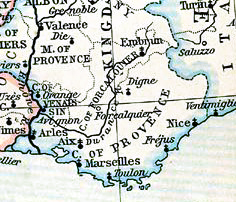
Divisione della Provenza tra contea e marchesato di Provenza e contea di Forcalquier, nel 1184

La contea di Provenza e la contea di Forcalquier nel Sacro Romano Impero Germanico, il marchesato, nel regno di Francia, verso la fine del XII secolo

La contea di Provenza (con inclusa la contea di Forcalquier nel 1477, vassalla del regno di Francia

## Storia della contea di Provenza
Nell'841, Carlo il Calvo e Ludovico il Germanico si schierano contro l'imperatore Lotario I ed il nuovo re d'Aquitania, Pipino II di Aquitania (823-864), e secondo il Chronicon S. Maxentii, nella battaglia di Fontenoy Guerino di Provenza al comando dei provenzali e dei tolosani, cacciò Lotario I dall'Aquitania. Guerino, viene definito duca citato in altri due documenti delle Caroli Calvi Diplomata, rispettivamente la n° LXXI, dell'847 e la LXXXVI, dell'849, di donazioni del re dei Franchi occidentali, Carlo.
L'imperatore Carlo, lascia in Italia il cognato Bosone I di Provenza, dopo averlo nominato duca d'Italia e conte di Provenza.
Il re di Arles o delle due Borgogne, Corrado il Pacifico, assegnò alcuni feudi della Provenza a Bosone II, figlio di Rotboldo I di Provenza, considerato il capostipitite della casa di Provenza.
Nel 968, i figli di Bosone, Guglielmo I di Provenza e il fratello, Rotboldo II di Provenza gli subentrarono rispettivamente nel titolo di conte di Avignone, Guglielmo ed in quello di conte di Arles, Rotboldo; si divisero i feudi ed assieme assunsero il titolo di conte di Provenza.
Nel 972, Guglielmo I e Rotboldo II si misero alla testa di una coalizione di nobili provenzali per cacciare definitivamente i Saraceni dal sud della Provenza e, nel corso del 973, con l'apporto delle truppe del marchese di Torino, Arduino il Glabro a Tourtour, ottennero una schiacciante vittoria, che permise di conquistare la fortezza di Frassineto (oggi identificata con La Garde-Freinet) e di liberare la Provenza dalla presenza dei musulmani.
Questa vittoria, ottenuta senza l'aiuto del suo signore, il re di Arles, Corrado il Pacifico, permise loro di avere il controllo effettivo sulla Provenza e di poter distribuire le terre riconquistate ai propri vassalli.
A seguito di questi avvenimenti, Guglielmo I assunse anche il titolo di marchese di Provenza, come risulta da un documento del 979, la donazione nº 1042 del Cartoulaire de l'abbaye de Saint-Victor de Marseille, tome II, fatta all'abbazia stessa, in cui Guglielmo si definisce marchese (anno da cui si data la costituzione del marchesato di Provenza), viene controfirmata anche dalla moglie, la contessa Arsinda, che fu redatta ad Arles, dove Guglielmo aveva trasferito la sua capitale. Il titolo di marchese era un puro titolo onorifico, ma non corrispondeva ad una signoria elevata allo Stato di marchesato.
Dopo la morte di Guglielmo I, il 29 agosto 993, il fratello Rotboldo II, assunse il titolo di marchese e governò la contea assieme al figlio di Guglielmo I, il conte Guglielmo II di Provenza.
I discendenti di Guglielmo e di Rotboldo, pur mantenendo i titolo di conte e di marchese si erano divisi i territori di pertinenza; quello che poi sarà ufficialmente riconosciuto come contea fu governato da Guglielmo II e dai suoi discendenti, mentre Rotboldo ed i suoi discendenti governarono il territorio che poi sarà ufficialmente riconosciuto come marchesato.
Nel 1037, alla morte del marchese di Provenza, Guglielmo III, senza eredi, la sorella, Emma, secondo le Notes sur l'Histoire Générale de Languedoc, tome IV, prima parte, gli subentrò nel titolo di marchesa di Provenza.
Emma che, verso la fine del secolo precedente aveva sposato il conte di Tolosa, Guglielmo III Tagliaferro (970-1037 trasmise il marchesato ai discendenti della famiglia di Rouergue, già conti di Tolosa, che, per conservarlo dovettero lottare coi discendenti (bosonidi) di Guglielmo II che governavano la contea di Provenza.

Quando il conte aggiunto di Provenza, Folco Bertrando, morì nel 1051, le sue terre vennero divise tra i suoi figli Guglielmo Bertrando e Goffredo II, il quale ereditò il castello di Forcalquier ed i feudi circostanti, di cui suo padre, nel documento 659 del Cartoulaire de l'abbaye de Saint-Victor de Marseille tome II, si era proclamato proprietario del castello di Forqualquier). Questi feudi furono trasmessi ai discendenti di Goffredo II.

Nel 1113, la Contessa di Provenza, Dolce I, concesse il titolo ed il governo della contea al marito, il conte Raimondo Berengario III di Barcellona, della casa di Barcellona, che iniziò un conflitto con i conti di Tolosa per il possesso del marchesato. Il conflitto terminò nel 1125, con un trattato tra Raimondo Berengario III di Barcellona e Alfonso Giordano di Tolosa, che sancì che il marchesato fosse assegnato ai conti di Tolosa, mentre la contea fu assegnata ai conti di Barcellona, ad esclusione della contea di Forcalquier, che rimase indipendente, fino al 1220, quando l'ultima discendente, la contessa di Forcalquier, Garsenda di Sabran, che aveva sposato il conte di Provenza, Alfonso d'Aragona, lasciò la sua contea al proprio figlio, Raimondo Berengario IV, che essendo già conte di Provenza, riunificò la contea di Forcalquier a quella di Provenza.
Nel 1245, alla morte di Raimondo Berengario IV, che aveva quattro figlie femmine, lasciò i titoli di contessa di Provenza e Forcalquier alla quarta figlia Beatrice. L'anno dopo (1246) Beatrice sposò il fratello del re di Francia, il conte d'Angiò e del Maine Carlo I, portando così il titolo di conte di Provenza alla prima dinastia angioina o Capetingi-Angiò, che conquistati i regni di Sicilia e di Napoli, poi anche quello di Albania, di Gerusalemme ed il Principato d'Acaia, usarono il titolo di re.
Nel 1382, alla morte della regina di Napoli, Giovanna, senza eredi diretti, gli succedette il figlio adottivo, Luigi I d'Angiò, figlio del re di Francia, Giovanni il Buono. Luigi I, che fu il capostipite della seconda dinastia angioina, dovette affrontare Carlo III di Napoli, discendente dei Capetingi-Angiò, che riuscì a conquistare il regno di Napoli, mentre in Provenza, dopo 5 anni di lotte, Carlo dovette cedere la contea a Luigi, che perse solo la parte orientale (Nizza e alcune valli limitrofe) a vantaggio della contea di Savoia.
La seconda dinastia angioina governò la Provenza per circa un secolo, esprimendo un grande conte, passato alla storia come Bon Roi René (Buon re Renato), che spentosi nel 1480, lascio il titolo al nipote, Carlo V d'Angiò, che morì, anche lui senza eredi diretti, nel 1481 e la contea fu annessa al regno di Francia.
Questo significa che gli eredi al trono di Francia avevano anche il titolo di "conte di Provenza". 
Dal 1755 (anno della sua nascita) fino all'incoronazione nel 1795, fu conte di Provenza Luigi XVIII di Francia, ideatore di un complotto per assassinare il Generale La Fayette e sconfiggere la Rivoluzione francese, con la complicità di alcuni fedelissimi monarchici come il Marchese di Favras.